# 自在眼
自在眼（じざいがん）はアンテナハウスが開発・販売していた、ワードプロセッサなどの文書ファイルをWindowsの画面に表示するソフトウェアである。
一太郎やMicrosoft Wordなどのパソコンのワープロソフトファイル、表計算ソフトのファイル、Portable Document Format（PDF）、SVGのファイルなど、200種類以上のアプリケーションのファイルを、そのファイルを作成したソフトウェアを使わずに、独自で画面に表示することができる。